# Terpna leopardinata
Terpna leopardinata är en fjärilsart som beskrevs av Moore 1867. Terpna leopardinata ingår i släktet Terpna och familjen mätare. Inga underarter finns listade i Catalogue of Life.